# Historia de la biología del ARN
A lo largo de la historia del ARN han emergido descubrimientos clave en la Biología a través del estudio del ARN (ácido ribonucleico), incluyendo trabajos únicos en las áreas de bioquímica, genética, microbiología, biología molecular, evolución molecular y biología estructural. Para el año de 2010, 30 científicos habían recibido el Premio Nobel por sus trabajos experimentales que incluían al ARN. En este artículo se analizan descubrimientos específicos de alta importancia biológica. 
Para información relacionaba, vea los artículos de Historia de la Biología Molecular y la Historia de la Genética. Para información previa revise los artículos de ARN y ácidos nucleicos. Mmgv  

## 1930–1950

### El ARN y el ADN tienen propiedades químicas distintivas
Las diferencias químicas y biológicas entre el ADN y el ARN no eran aparentes cuando se estudiaron por primera vez a inicios de los años 1900, y fueron nombrados a partir de los materiales de donde eran extraídos; el ARN era conocido inicialmente como "ácido nucleico de levadura" y el ADN era conocido como "ácido nucleico del timo". Usando pruebas de diagnóstico químicas, químicos de los carbohidratos demostraron que los dos ácidos nucleicos tenían diferentes grupos azúcar, por lo que a partir de ese momento el nombre común para el ARN se convirtió en "ácido nucleico de ribosa". Otros estudios bioquímicos iniciales mostraron que el ARN se degradaba a pH alto, mientras que el ADN era estable(a pesar de su desnaturalización) en soluciones alcalinas. El análisis de composición nucleosídico mostraron por primera vez que el ARN contenía nucleobases similares al ADN, con uracilo en lugar de timina, y que el ARN contenía un componente menor de nucleobases, por ejemplo pequeñas cantidades de pseudouridina y dimetilguanina.

## 1951–1965

### El RNA mensajero (RNAm) contiene la información genética que dirige la síntesis de proteínas
El concepto del ARN mensajero emergió a finales de la década de 1950, y se asocia con la descripción de Crick' de su "Dogma Central de la Biología Molecular", la cual establece que el ADN contiene la información para la formación de ARN, que a su vez dirige la formación de proteínas. A inicios de la década de 1960, se realizaron análisis sofisticados de mutaciones en operón lac de E. coli y en el locus rII del bacteriófago T4, dichos análisis fueron esenciales para definir la naturaleza del ARN mensajero y del código genético. Este tipo de ARN de corta duración, junto con la naturaleza compleja de las poblaciones de ARN celulares, hicieron la extracción del ARNm una tarea muy difícil. Este problema se solucionó en 1960 con el uso de reticulocitos en los vertebrados, los cuales producen grandes cantidades de ARNm que están altamente enriquecidos con ARN que codifican para la alfa-beta-globulina (las dos proteínas más importantes de hemoglobina).

### Los ribosomas como lugar de síntesis de proteínas
En la década de 1950, como resultado de experimentos de marcaje en hígados de ratón, se demostró que los aminoácidos radioactivos estaban asociados con "microsomas" (después denominados ribosomas), y dichos aminoácidos podían verse de manera instantánea después de la administración del marcaje y antes de que éstos se ensamblaran para la formación de proteínas.Los ribosomas fueron visualizados por primera vez utilizando un microscopio electrónico, y los componentes de ribonucleoproteína fueron identificados utilizando métodos biofísicos, principalmente con análisis de sedimentación con ultracentrífugas capaces de generar aceleraciones muy altas (equivalentes a 100 o mil veces la aceleración de la gravedad). Los polisomas (múltiples ribosomas que se mueven a lo largo de la molécula del ARNm,) fueron identificados a inicios de la década de 1960, y su estudio llevó al entendimiento de la forma en la que los ribosomas llevan a cabo la lectura del ARNm en la dirección de 5´a 3´, generando así cadenas proteicas.

### El RNA de Transferencia (ARNt) es la unión física entre el ARN y las proteínas
Los experimentos de fraccionación Bioquímica mostraron que los aminoácidos radioactivos se incorporaban rápidamente a moléculas de ARN que se encontraban solubles en condiciones donde partículas que contienen grandes cantidades de ARN tienden a precipitarse. Estas moléculas fueron denominadas como solubles (ARNs) y fueron nombradas después como ARN de transferencia (ARNt). Estudios subsecuentes demostraron que (i) cada célula tenía múltiples especies de ARNt, cada uno asociado a un aminoácido específico, (ii) que hay un conjunto de enzimas que se complementan responsables de unir a los ARNt con el aminoácido correcto, y (iii) que cada secuencia del anticodón del ARNt forma una interacción específica con los codones del ARNm.

### El código genético se resuelve
El código genético consiste en la traducción de secuencias de nucleótidos en proteínas (polipéptidos). La posibilidad de vislumbrar el código genético se debió a la convergencia de tres áreas de estudio diferentes: (i) nuevos métodos para generar ARN sintético de composición definida que pudieran servir como ARNm sintético, (ii) el desarrollo de sistemas de traslación  in vitro  que pueda ser usado para traducir el ARNm sintético en proteínas, y (iii) trabajo teórico y experimental en genética que establecía que el código estaba escrito en palabras de tres letras (codones). Hoy en día, nuestro entendimiento del código genético permite la predicción de la secuencia de aminoácidos del producto proteico de los cientos o miles de genes cuya secuencia es determinada por estudios genómicos.

### Se purifica la ARN polimerasa
La purificación y caracterización bioquímica de la ARN polimerasa de la bacteria Escherichia coli facilitó la comprensión de los mecanismos a través de los cuales la RNA polimerasa inicia y termina los procesos de transcripción, y cómo estos procesos están regulados para ellos a su vez regular la expresión génica (por ejemplo el encendido y apagado de ciertos genes). Después del aislamiento de la ARN polimerasa de E. coli RNA, se identificaron las tres polimerasas del núcleo de las eucariotas, así como aquellas asociadas a virus y organelos. Algunos estudios de transcripción también llevaron a la identificación de muchos factores proteicos que influyen en la transcripción, incluyendo represores, activadores y potenciadores. La habilidad para purificar mezclas o preparaciones de la ARN polimerasa permitió a los investigadores desarrollar una gran variedad de métodos novedosos para el estudio del ARN en tubos de ensayo, y llevó directamente a descubrimientos clave en la biología del ARN.

## 1966–1975

### La primera secuencia completa de nucleótidos de una molécula nucleica biológica
A pesar de que la determinación de la secuencia de proteínas se había vuelto un procedimiento de rutina, los métodos para la secuenciación de ácidos nucleicos no se desarrolló si no hasta la mitad de la década de 1960. En este trabajo experimental, se purificó un ARNt específico en cantidades sustanciales, las cuales fueron sobrelapadas usando ribonucleasas. El análisis de la composición nucleotídica detallada de cada fragmento estableció la información necesaria para deducir la secuencia del ARNt.Hoy en día, el análisis de la secuencia de los ácidos nucleicos está altamente automatizado y es mucho más rápido.

### Variaciones Evolutivas de secuencias de ARN homólogas revelan patrones de plegamiento
Una vez que se purificaron y secuenciaron moléculas adicionales de ARNt, se realizó el primer análisis comparativo de las secuencias mostró que las secuencias han variado a través de la evolución de tal forma que todos los ARNt puedan plegarse en estructuras secundarias muy similares (estructuras en dos dimensiones) y tienen secuencias idénticas en posiciones numerosas (por ejemplo CCA en el extremo 3´). La estructura radial de cuatro brazos del RNAt se le conoce como una "estructura de hoja de trébol", la cual resultó de la evolución de secuencias con ancestros en común y funciones biológicas comunes. Desde el descubrimiento del RNAt en forma de hoja de trébol, el análisis comparativo de otras moléculas de ARN homólogas ha llevado a la identificación de secuencias en común y patrones de plegamiento.

### La primera secuenciación de nucleótidos genómica completa
La secuencia de 3569 nucleótidos de todos los genes del ARN del bacteriófago MS2 fue determinada por un equipo grande de investigadores a lo largo de varios años, y se reportó en una serie de artículos científicos. Estos resultados permitieron el análisis del primer genoma completo, a pesar de que el tamaño es muy pequeño con los estándares actuales. Al realizar esta secuenciación, se encontraron propiedades completamente nuevas, incluyendo genes que se sobrelapan parcialmente uno sobre otro y las primeras pistas de que diversos organismos podían tener diferentes patrones en el uso de los codones.

### La transcriptasa reversa puede copiar ARN a ADN
Se encontró que los retrovirus muestran que tienen un genoma de ARN de cadena simple que puede ser replicado por intermediarios de ADN, lo reverso de la ruta conocida de la transcripción de ADN-ARN. Dichos virus codifican una ADN polimerasa dependiente de ARN (transcripción reversa), lo que es esencial para este proceso. Algunos retrovirus pueden causar enfermedades, incluyendo algunas que se asocian con cáncer, VIH-1 lo que cause SIDA. La transcripción reversa ha sido usado ampliamente como herramienta experimental para el análisis de ARN en laboratorios, particularmente la conversión de moléculas de ARN a ADN antes de la clonación molecular y/o la reacción en cadena de la polimerasa (PCR)

### Los replicones de ARN evolucionan rápidamente
Análisis bioquímicos y genéticos mostraron que el sistema enzimático que replican las moléculas de ARN virales (transcriptasas reversa y ARN replicasas) carece de su actividad de lectura de prueba (actividad como exonucleasa de 3´-5´), y que las secuencias de ARN no se benefician de los sistemas extensivos de reparación homólogos, es decir los mecanismos de reparación y mantenimiento del ADN. De manera consecuente, el genoma del ARN es muy susceptible a mutaciones en comparación con el ADN. Por ejemplo, las mutaciones en VIH-1 que conllevan a la formación de mutantes de alta viralidad que son insensibles a los medicamentos comunes, son mutaciones que involucran terapias médicas muy retadoras.

### Las secuencias del ARN ribosomal (ARNr) proveen una evidencia de historia evolutiva en todas las formas de vida
El análisis de las secuencias del ARN ribosomal de un gran número de organismos demostró que todas las extensiones de las formas de vida en la tierra comparten características estructurales y secuenciales en el ARN ribosomal, lo que refleja un ancestro común. Al realizar el mapeo de las similitudes y diferencias entre las moléculas de ARNr de orígenes diferentes, provee información clara y cuantitativa acerca de las relaciones filogenéticas (por ejemplo, evolucionaria) entre organismos. El análisis de las moléculas de ARNr llevaron a la identificación de un tercer reino de los organismos, el reino archaea, en adición a los procariontes y eucariontes.

### Algunos nucleótidos no codificantes se añaden a los extremos de las moléculas de ARN
El análisis molecular de las moléculas de RNAm mostraron, después de la transcripción, que los RNAm tienen nucleótidos no codificantes en ambos extremos (5´ y 3´, capuchas de guanosina y una cola poli-A, respectivamente). Además, se identificaron enzimas que añaden y mantienen las secuencias universales CCA en el extremo 3' de las moléculas de ARNt. Estos eventos son los primeros ejemplos del procesamiento del ARN, una serie de reacciones complejas que son necesarias para convertir los transcriptos primarios en moléculas de ARN biológicamente activas.

## 1976–1985

### Las moléculas de ARN pequeñas son abundantes en el núcleo de las células eucariotas
Se identificaron moléculas de RNA pequeño nuclear (RNAsn) en el núcleo eucarionte, usando estudios inmunológicos con anticuerpos autoinmunes, los cuales se unen a complejos de ribonucleoproteína pequeños nucleares(RNPsn: complejos de ARNsn y proteína). Estudios subsecuentes en bioquímica, genética y filogenética establecieron que muchas de estas moléculas tienen un papel muy importante en las reacciones de procesamiento del ARN en el núcleo y el nucleolo, incluyendo procesos de splicing, poli-adenilación y maduracióndel ARN ribosomal.

### Las moléculas del ARN requieren complejos específicos y con estructuras en tres dimensiones para su funcionamiento
La estructura tridimensional del RNAt se determinó utilizando la cristalografía de rayos-X, y reveló estructuras tridimensionales complejas y compactas que consistían de interacciones terciarias las cuales se basaban en las estructuras secundarias en forma de hoja de trébol. Algunas de las características únicas de la estructura del ARNt incluye ampliamento coaxial de hélices adyacentes e interacciones fuera de las interacciones Watson-Crick entre los nucleótidos dentro de bucles apicales. Estudios de cristalografía adicionales mostraron que un rango amplio de moléculas de ARN (incluyendo ribosomas, riboswitches y ARn ribosomal) también se pliegan en estructuras específicas que contienen una gran variedad de motivos en 3 dimensiones. La habilidad de las moléculas de ARN para adoptar estructuras terciarias específicas es esencial para su actividad biológica, y dicha estructura se debe a su naturaleza de una sola cadena. En muchas formas, el plegamiento del ARN es mucho más parecido al plegamiento de proteínas en lugar de estructuras altamente repetitivas plegadas como la doble hélice del ADN.

### Los genes son interrumpidos comúnmente por intrones que deben ser eliminados por splicing (empalme) de ARN
El análisis del ARN mensajero maduro demostró que dichas moléculas son mucho más pequeñas en comparación con la secuencia de ADN que las codifica. Estos genes demostraron ser discontinuos, compuestos de secuencias que no están presentes en la cadena final del ARNm maduro (intrones), localizados entre secuencias que son retenidas hasta formar el ARNm maduro (exones). Se encontró que los intrones eran eliminados después de la transcripción a través de un proceso llamado Splicing del ARN. El splicing de los transcritos del ARN requiere una secuencia de eventos moleculares altamente precisa y coordinada, la cual consiste de (a) la definición de los límites entre los intrones y exones, (b) la escisión del ARN en esos sitios exactos, y (c) la ligación o unión covalente de los exones de ARn en el orden correcto. El descubrimiento de genes discontinuos y el splicing del ARN fueron eventos inesperados por la comunidad de los biólogos del ARN, y se mantienen dichos hallazgos como unos de los más sobresalientes en los descubrimientos de la biología molecular.

### Splicing alternativo del pre-RNAm genera múltiples proteínas a partir de un solo gen
La gran mayoría de los genes codificantes para una proteína codificados dentro del núcleo de células de metazoos contienen múltiples intrones. En muchos casos, se descubrió que estos intrones eran procesados en más de un patrón, generando así una familia de RNAm similares, por ejemplo, por la inclusión o exclusión de exones particulares. El resultado final del splicing alternativo es que un solo gen puede codificar un número de diferentes isoformas proteicas, las cuales pueden mostrar una gran variedad de funciones biológicas. De hecho la mayoría de las proteínas codificadas por el genoma humano son generadas por splicing alternativo.

### El descubrimiento de un ARN catalítico (ribozimas)
Se desarrolló un sistema experimental en el que un precursor que contenía intrones de ARN ribosomal del núcleo de un protozoario ciliado Tetrahymena podía ser empalmado  in vitro. Análisis bioquímicos subsecuentes mostraron que este grupo de intrones I tenía un mecanismo de auto-splicing; esto es que el precursor del ARN es capaz de llevar a cabo reacciones de splicing en ausencia de proteínas. En estudios separados, se encontró que el componente de ARN de la enzima bacteriana ribonucleasa P (un complejo de ribonucleoproteína) cataliza el procesamiento del ARNt en ausencia de proteínas. Estos experimentos representaron momentos clave en la Biología del ARN, debido a que revelaron que el ARN puede tener una actividad en procesos celulares, mediante la catálisis de reacciones bioquímicas específicas. Antes de estos descubrimientos, se creía que la actividad catalítica era exclusiva de enzimas proteicas.

### El ARN como molécula crítica en la evolución prebiótica
El descubrimiento de ARN catalítico (ribozimas), demostró que el ARN podría tanto codificar información (como el ADN) y catalizar reacciones bioquímicas específicas (como enzimas proteicas). Estos hallazgos llevaron a la Hipótesis del Mundo del ARN, una propuesta que establece que el ARN pudo haber tenido un papel crítico en la evolución prebiótica, en un tiempo antes de las moléculas con funciones especializadas (como el ADN y proteínas) tuvieran un dominio sobre la información biológica relacionada con la codificación y la catálisis. A pesar de que no es posible conocer los eventos de la evolución prebiótica con certeza, la presencia de ARN funcional con ascendencia común en todas las formas de vida actuales es un argumento fuerte que soporta que el ARN estaba ampliamente presente en los tiempos del último ancestro común.

### Los intrones puede ser elementos genéticos móviles
Algunos intrones auto-empalmables pueden distribuirse a lo largo de muchos organismos a través de un proceso conocido como buscado de blancos u "homing" en inglés, insertando copias de ellos mismos en genes en sitios donde faltabas intrones. Dado que este tipo de intrones tienen auto-empalme (lo que significa que se auto-eliminan a nivel de ARN de los genes en donde fueron insertados), estas secuencias representan transposones que son genéticamente silenciosos. por ejemplo, ellos no interfieren en la expresión del gen en el cual fueron insertados. Estos intrones pueden tomarse como ejemplo del fenómeno de ADN egoísta. Algunos intrones móviles codifican para endonucleasas específicas al blanco, enzimas que inician el proceso de búsqueda de blanco, realizando la incisión específica de una cadena doble de ADN en el sitio de inserción del intrón o muy cerca de este de alelos a los que les hace falta un intrón. Los intrones móviles son frecuentemente miembros de las familias del grupo I o el grupo II de intrones de auto-empalme.

### Los esplisosomas regular el corte y empalme del pre-ARNm
Los intrones son eliminados del pre-ARNm nuclear por esplisosomas, que son complejos de ribonucleoproteína hechos de ARNsn y moléculas proteicas cuya composición e interacciones moleculares cambian durante el proceso de las reacciones del splicing del ARN. Los esplisosomas se ensamblan en y alrededor de sitios específicos de corte y empalme (los límites entre los intrones y exones en el ARNm sin corte y empalme) en precursores de ARNm y usan interacciones ARN-ARN para identificar secuencias de nucleótidos especiales y, probablemente, para catalizar las reacciones de corte y empalme. Los intrones del pre-ARNm nuclear y los ARNsn asociados al esplisosoma presentan estructuras únicas similares a las características de los intrones del grupo de auto empalme II. Adicionalmente, el patrón del corte y empalme del ARNm de los intrones y los intrones del grupo II comparten un patrón de reacción similar. Estas similitudes llevaron a la hipótesis de que estas moléculas pueden compartir un ancestro en común.

## 1986–2000

### Las secuencias de ARN pueden ser editadas dentro de las células
Los precursores del ARN mensajero de una gran diversidad de organismos pueden ser editados antes de ser traducidos a proteínas. En este proceso, los nucleótidos no codificantes pueden ser insertados en sitios específicos en el ARN, y los nucleótidos codificantes pueden ser eliminados o reemplazados. La edición del ARN se descubrió por primera vez en la mitocondria del protozoa kinetoplastida, en donde se encontró que dicho proceso de edición era muy extensivo. Por ejemplo, algunos genes que codifican para proteínas codifican menos del 50% de los nucleótidos encontrados en el ARNm maduro y traducido. Otros eventos de edición de ARN se encuentran en mamíferos, plantas, bacterias y virus. Estos últimos fenómenos de edición incluyen pocas modificaciones nucleotídicas, inserciones y deleciones en comparación a los eventos dentro del ADN del kinetoplastida, pero aún tiene significancia biológica para la expresión génica y su regulación.

### Las telomerasas usan un patrón de ARN para mantener los extremos de los cromosomas
La telomerasa es una enzima que está presente en todos los núcleos de los organismos eucariontes, y su función es el mantenimiento de los extremos finales del ADN lineal en los cromosomas de los núcleos eucariontes, a través de la adición de secuencias terminales que son perdidas en cada proceso de replicación de ADN. Antes de que se identificó la telomerasa, su actividad se predijo con base en el entendimiento molecular de la replicación del ADN, lo que indicaba que la DNA polimerasa conocida en aquel tiempo no podía replicar el extremo 3' de un cromosoma lineal, debido a la ausencia de una secuencia molde. Se demostró que la telomerasa era una enzima de ribonucleoproteína que contiene componentes de ARN que sirven como cadena molde, y un compuesto proteico que sirve como transcriptasa reversa y añade nucleótidos a los extremos del cromosoma utilizando moldes de ARN internos.

### El ARN ribosomal cataliza la formación en enlaces peptídicos
Por años, los científicos han trabajado en la identificación de las proteínas que se encuentran dentro del ribosoma que son responsables de la función peptidil transferasa durante la traducción, esto porque el enlace covalente que une los aminoácidos representa una de las reacciones químicas fundamentales en toda la biología. Estudios Bioquímicos detallados mostraron que subunidades ribosomales desprotonadas podrían llevar a cabo la catalización de la formación del enlace peptídico, por lo que indica que la actividad catalítica buscada podría estar dentro del ARN ribosomal en lugar de las proteínas ribosomales. Biólogos estructurales, usando cristalografía por rayos-X, localizaron la peptidil transferasa al centro del ribosoma en una región altamente conservada de la subunidad grande del ARNr, que está localizada en una posición dentro del ribosoma donde los aminoácidos se unen al ARNt, y donde no hay proteínas presentes. Estos estudios llevaron a la conclusión de que el ribosoma es una ribozima. Las secuencias de ARNr que constituyen el sitio activo del ribosoma representan secuencias altamente conservadas en el mundo biológico. Todo en conjunto, estas observaciones indicaron que el enlace peptídico catalizado por el ARN era una característica única del último ancestro común de todas las formas conocidas de vida.

### La selección combinatoria de las moléculas del ARN permite la evolución in vitro
Se desarrollaron métodos experimentales que permitieron a los investigadores usar poblaciones grandes y diversas de ARN para llevar a cabo experimentos moleculares in vitro que utilizaban estrategias de replicación altamente selectivas, que eran usadas por genetistas y podían simular un proceso de evolución tan solo en un tubo de ensayo. Estos experimentos han sido descritos y nombrados con diferentes nombres los más comunes son "selección combinatoria", "selección in vitro" y SELEX (Evolución sistemática de Ligando por Enriquecimiento Exponencial). Estos experimentos han sido usado para la extracción de ARN con una gran variedad de propiedades, como la unión a proteínas específicas, propiedades enzimáticas, unión a ligando orgánicos de bajo peso molecular, entre otras. Todas estas características tienen un aplicación similar para el descubrimiento de las interacciones y los mecanismos conocidos para las moléculas naturales de ARN y moléculas de ARN extraídas con propiedades bioquímicas que son conocidas en la naturaleza.  En el desarrollo de la tecnología de selección in vitro de ARN , se establecieron sistemas de laboratorio para la síntesis de poblaciones complejas de ARN, y se usaron en conjunto con la selección de moléculas con actividades bioquímicas específicas, y metodologías in vitro para la replicación del ARN. Estos pasos pueden ser vistos como (a) mutación, (b) selección (c) replicación. En conjunto, estos tres procesos permitieron la evolución molecular in vitro.

## 2001 – presente

### Muchos elementos móviles de ADN usan un intermediario de ADN
Se descubrió que los elementos genéticos transponibles (transposones pueden replicarse a través de la vía del ARN intermediario, el cual subsecuentemente es convertido a ADN utilizando la transcriptasa reversa. Estas secuencias, muchas de las cuales se relacionan con retrovirus, constituyen una gran parte del ADN de un núcleo eucariota, especialmente en plantas. La secuenciación genómica mostró que los retrotransposones constituyen un 36% del genoma humano y más de la mitad del genoma de los cereales (trigo y maíz).

### Los riboswitches se unen a metabolitos celulares para controlar la expresión génica
Los segmentos de ARN, se complementan típicamente a regiones 5´sin traducir en una vasto número de moléculas de ARNm bacteriano. Este fenómeno tiene un profundo efecto en la regulación génica a través de un mecanismo descubierto previamente que no involucra la participación de proteínas. En muchos casos, los riboswitches cambian su estructura plegada en respuesta a condiciones ambientales (por ejemplo, temperatura ambiental o concentraciones específicas de metabolitos), y su cambio estructural controla la traducción o la estabilidad del ARNm en el que el riboswitch está unido. De esta forma, le expresión génica puede ser regulada dramáticamente en el nivel post-transcripcional.

### Los ARN pequeños regulan la expresión génica mediante el silenciamiento de genes post-transcripcionalmente
Otra vía previamente desconocida a través de la cual las moléculas de ARN participan en la regulación génica fue descubierta en la década de 1990. Las moléculas pequeñas de ARN nombradas como microARN (ARNmi) y ARN pequeño interferente (ARNsi)son abundantes en las células eucariotas y llevan a cabo controles post-transcripcionales en la expresión de ARNm. Another previously unknown mechanism by which RNA molecules are involved in genetic regulation was discovered in the 1990s. Estas moléculas funcionan a través de su unión a sitios dentro del ARNm e incluye la escisión del ARNm mediante la vía de la degradación por silenciamiento asociado a splicing.

### El ARN no codificantes controla el fenómeno epigenético
Además de los papeles bien definidos de la traducción y el proceso de splicing, se han identificado que los miembros de las familias del ARN no codificantes (ARNnc) tienen funciones en la defensa del genoma y la inactivación del cromosoma. Por ejemplo el ARN asociado a Piwi (ARNpi) previene la inestabilidad del genoma en células germinales, mientras que Xist (Inactivación específica X del transcrito) es esencial para la inactivación del cromosoma X en mamíferos.

## Premios Nobel en la Biología del ARN
| Nombre                    | Fecha           | Premio                                     |
| ------------------------- | --------------- | ------------------------------------------ |
| Altman, Sidney            | nacimiento 1939 | 1989 Premio Nobel en Química               |
| Baltimore, David          | nacimiento 1938 | 1975 Premio Nobel en Fisiología o Medicina |
| Barré-Sinoussi, Françoise | nacimiento 1947 | 2008 Premio Nobel en Fisiología o Medicina |
| Blackburn, Elizabeth      | nacimiento 1948 | 2009 Premio Nobel en Fisiología o Medicina |
| Brenner, Sydney           | nacimiento 1927 | 2002 Premio Nobel en Fisiología o Medicina |
| Cech, Thomas              | nacimiento 1947 | 1989 Premio Nobel en Química               |
| Crick, Francis            | 1916–2004       | 1962 Premio Nobel en Fisiología o Medicina |
| Dulbecco, Renato          | 1914-2012       | 1975 Premio Nobel en Fisiología o Medicina |
| Fire, Andrew              | nacimiento 1959 | 2006 Premio Nobel en Fisiología o Medicina |
| Gilbert, Walter           | nacimiento 1932 | 1980 Premio Nobel en Química               |
| Greider, Carol            | nacimiento 1961 | 2009 Premio Nobel en Fisiología o Medicina |
| Holley, Robert            | 1922–1993       | 1968 Premio Nobel en Fisiología o Medicina |
| Jacob, François           | 1920-2013       | 1965 Premio Nobel en Fisiología o Medicina |
| Khorana, H. Gobind        | 1922–2011       | 1968 Premio Nobel en Fisiología o Medicina |
| Klug, Aaron               | nacimiento 1926 | 1982 Premio Nobel en Química               |
| Kornberg, Roger           | nacimiento 1947 | 2006 Premio Nobel en Química               |
| Mello, Craig              | nacimiento 1960 | 2006 Premio Nobel en Fisiología o Medicina |
| Monod, Jacques            | 1910–1976       | 1965 Premio Nobel en Fisiología o Medicina |
| Montagnier, Luc           | nacimiento 1932 | 2008 Premio Nobel en Fisiología o Medicina |
| Nirenberg, Marshall       | 1927–2010       | 1968 Premio Nobel en Fisiología o Medicina |
| Ochoa, Severo             | 1905–1993       | 1959 Premio Nobel en Fisiología o Medicina |
| Temin, Howard             | 1934–1994       | 1975 Premio Nobel en Fisiología o Medicina |
| Ramakrishnan, Venkatraman | nacimiento 1952 | 2009 Premio Nobel en Química               |
| Roberts, Richard          | nacimiento 1943 | 1993 Premio Nobel en Fisiología o Medicina |
| Sharp, Philip             | nacimiento 1944 | 1993 Premio Nobel en Fisiología o Medicina |
| Steitz, Thomas            | nacimiento 1940 | 2009 Premio Nobel en Química               |
| Szostak, Jack             | nacimiento 1952 | 2009 Premio Nobel en Fisiología o Medicina |
| Todd, Alexander           | 1907–1997       | 1957 Premio Nobel de Química               |
| Watson, James             | nacimiento 1928 | 1962 Premio Nobel en Fisiología o Medicina |
| Wilkins, Maurice          | 1916-2004       | 1962 Premio Nobel en Fisiología o Medicina |
| Yonath, Ada               | nacimiento 1939 | 2009 Premio Nobel de Química               |